# Vejjavatapada
Das Vejjavatapada ist ein medizinethischer Verhaltenskodex für buddhistische Ärzte, vergleichbar dem bekannten Eid des Hippokrates, dem jüdischen Eid des Assaf oder den Siebzehn Regeln des Enjuin. Er wurde von Shravasti Dhammika aus buddhistischen Texten des Pāḷi-Kanon zusammengestellt. Im Original ist das Gelöbnis in Pāḷi verfasst, einer indoarischen Sprache, die in der ersten Hälfte des 1. Jahrtausends v. Chr. in Nordostindien gesprochen wurde und heute als Literatursprache die liturgische Sprache des Theravada-Buddhismus ist. Der Eid besteht aus einer Vorrede, gefolgt von sieben Artikeln, die jeweils dem Pali-Kanon entnommen sind.

## Inhalt
Der Pāḷi-Kanon enthält eine Vielzahl von Informationen zu Gesundheit, Krankheit, Medizin, Medizinethik, Heilung und ärztlicher Behandlung. Der frühe Buddhismus betrachtete den Zustand eines Körpers nicht ausschließlich als Folge seines Karma, so dass der Arzt eine wichtige Rolle spielte. Neben dem Karma kennt die buddhistische Lehre andere Krankheitsursachen, die auf ein Ungleichgewicht der Körpersäfte zurückgeführt werden: Diese sind Galle (pitta), Schleim (sema), Luft (vāta); ein Ungleichgewicht aller drei (sannipāta), der Einfluss der Jahreszeiten (utu), ungewöhnliche Belastungen (visamaparihāra) sowie äußere Ursachen (opakkamika) können Krankheiten hervorrufen. Buddha lehrte, dass eine ungeeignete Diät und Überernährung ebenfalls krank machen können, während einsichtige Essgewohnheiten zu „Freiheit von Krankheit und Gebrechen, Gesundheit, Stärke und ruhigem Leben“ führen. Buddha lobte den fähigen Arzt und Krankenpfleger: „Diejenigen, welche für Kranke sorgen, sind von großem Nutzen [für andere].“ Da der Pāḷi-Kanon vor der Auftrennung und Spezialisierung medizinischer Berufe verfasst wurde, wie sie in den Schriften des Ayurveda vorausgesetzt werden, macht die Schrift keine Unterschiede zwischen dem Arzt (bhisakka, tikicchaka, vejja) und dem Krankenpfleger (gilānaupaṭṭhāka). Möglicherweise übte der Arzt zu dieser Zeit alle Aufgaben zugleich aus, auch die Krankenpflege.
Das Vejjavatapada ist aus vier Textstellen des Pāḷi-Kanon abgeleitet, die etwa zwischen dem 5. und 3. Jahrhundert v. Chr. niedergeschrieben und Buddha zugeschrieben wurden. Die Vorrede enthält zwei Zitate aus dem Kanon, die erste Zeile von Vers 204 des Dhammapada, und eine Zeile aus dem Vinayapiṭaka. In dieser wies der Buddha seine Schüler an, füreinander zu sorgen, wenn sie erkrankten, nachdem er sich eines kranken Mönches angenommen hatte, der von seinen Mitbrüdern vernachlässigt worden war. Die ersten fünf Artikel beruhen auf einer Lehrrede, in welcher der Buddha die Haltung und Fähigkeiten festlegt, die „denjenigen, der den Kranken dient, fähig macht, sie zu pflegen“. Der letzte Artikel ist einer Lehrrede entnommen, in welcher der Buddha drei Typen von Patienten beschreibt, die jeweils verschieden auf eine Behandlung ansprechen: derjenige, der stirbt, ob er die richtige Behandlung erhält oder nicht; derjenige, der gesundet, ob er die richtige Behandlung erhält oder nicht, und derjenige, der nur dann gesund wird, wenn er richtig behandelt wird. Der erste Patiententyp solle aus Mitgefühl trotzdem behandelt und gepflegt werden, auch wenn wenig Hoffnung bestünde, dass er wieder gesund werde.
In den sieben Artikeln des Vejjavatapada betont der erste die Bedeutung der Pflege (hita), Freundlichkeit (dayā) und des Mitgefühls (anukampā) für den Genesungsprozess. Der zweite befasst sich mit der Verantwortung des Arztes, voll ausgebildet und zum Verschreiben von Arzneien fähig zu sein, da es die Aufgabe des Arztes ist, zu heilen, und manche Arzneien und chirurgischen Eingriffe gefährlich sein können. Dhammika zieht Parallelen zwischen dem zweiten Artikel und der dritten und vierten Regel aus dem Eid des Hippokrates, dass der Arzt dem Patienten niemals schaden dürfe, selbst wenn er darum gebeten würde. Der vierte Artikel rät den Ärzten, das Wohlergehen des Kranken über ihr persönliches Gewinnstreben zu stellen. Der fünfte Artikel erkennt an, dass es zuweilen notwendig sein kann, mit den unangenehmen Eigenschaften des menschlichen Körpers umzugehen, und rät den Ärzten, innerlich Abstand zu halten, sowohl zu ihrem eigenen Wohl, als auch um den Kranken nicht zu beschämen. Der sechste Artikel betont, dass seelisches Wohlbefinden und Trost eine Rolle bei der Heilung spielen und die Ärzte auch auf diesem Gebiet erfahren sein müssen. Der siebte und letzte Artikel weist die Ärzte an, selbst dann dem Patienten zu dienen, wenn erkennbar ist, dass er oder sie nicht auf die Behandlung anspricht und wahrscheinlich sterben wird.

## Wortlaut
| Pali (Umschrift) | Deutsche Übersetzung |
| Vuttāni hetāni Bhagavatā: „Ārogyaparamā lābhā“ ti ceva: „Yo maṁ upaṭṭhaheyya so gilānaṁ upaṭṭhaheyyā“ ti ca.                                                                     | Der Erhabene sprach: „Gesundheit ist das höchste Gut.“ Er sagte auch: „Wer mir dienen will, soll den Kranken dienen.“ |
| (1) Aham-pi: „Ārogyaparamā lābhā“ ti maṭṭāmi, Tathāgataṁ upaṭṭhātukāmomhi, tasmāhaṁ mayhaṁ vejjakammena ārogyabhāvaṁ vaḍḍhemi ceva gilānaṁ hitāya dayena anukampāya upaṭṭhahāmi. | (1) Auch ich glaube: „Gesundheit ist das höchste Gut.“, und ich möchte dem Erleuchteten dienen. Daher: Ich werde meine Kunst nutzen, um die Gesundheit aller Lebewesen mit Mitgefühl, Mitleid und Achtsamkeit wiederherzustellen. |
| (2) Paṭibalo bhavissāmi bhesajjaṁ saṁvidhātuṁ. | (2) Ich werde fähig sein, wirksame Arzneien zu bereiten. |
| (3) Sappāyāsappāyaṁ jānissāmi, asappāyaṁ apanāmessāmi; sappāyaṁ upanāmessāmi, asappāyaṁ nāpanāmessāmi.                                                                           | (3) Ich weiß, welche Arznei geeignet ist und welche nicht. Ich werde nichts Ungeeignetes geben, immer nur das Geeignete. |
| (4) Mettacitto gilānaṁ upaṭṭhahissāmi, no āmisantaro. | (4) Ich diene den Kranken im Geist der Liebe, nicht aus Gewinnsucht. |
| (5) Ajegucchī bhavissāmi uccāraṁ vā passāvaṁ vā vantaṁ vā kheḷaṁ vā nīharituṁ.                                                                                                   | (5) Ich bleibe unbewegt, auch wenn ich mit Stuhl, Urin, Erbrochenem oder Sputum umgehen muss. |
| (6) Paṭibalo bhavissāmi, gilānaṁ kālena kālaṁ, Dhammiyā kathāya sandassetuṁ samādapetuṁ samuttejetuṁ sampahaṁsetuṁ.                                                              | (6) Zu gegebener Zeit werde ich mit dem Erlernten die Kranken belehren, anregen, begeistern und aufmuntern. |
| (7) Sace gilānaṁ sappāyabhojanehi vā sappāyabhessajjehi vā sappāyūpaṭṭhānena vā na vuṭṭhāheyya, aham-pi kho tassa gilānassa anukampāya patirūpo upaṭṭhāko bhavissāmī ti.         | (7) Auch wenn ich einen Kranken weder mit geeigneter Diät, noch der richtigen Medizin, noch mit sorgfältiger Pflege heilen kann, werde ich ihm aus Mitgefühl weiter dienen.                                                       |